# Тени на фоне бури
«Тени на фоне бури» — кинофильм (другое название — «Как тени мечутся в грозу»).

## Сюжет
Мечтательный бизнесмен Телониус Пит отправляется в отпуск в калифорнийский Редвуд-Форестс. Прибыв, он повстречал утром прекрасную таинственную женщину Мелани. Она выглядела как женщина из его снов. Поздно вечером Телониус и Мелани встречаются на берегу реки. Её муж находит их и нападает на Телониуса. Тогда Мелани достаёт пистолет и трижды стреляет в супруга, тело которого отправляется в ледяную реку. И кошмар только начинается…